# Priscilla Ernst
Priscilla Ernst (7 september 1971) is een Nederlands shorttrackster.
Ernst nam deel aan de olympische winterspelen van 1988, 1992 en 1994.
In 1995 crashte Ernst in een wedstrijd van de Aegon Cup, waardoor haar schaatscarrière beëindigd werd. Ze brak twee ruggenwervels, en moest stoppen met topsport.
Na haar schaatscarrière ging Ernst werken in de winkel van haar echtgenoot.
De dochter van Ernst, Zoë Deltrap doet ook aan shorttrack, en haar nicht Avalon Aardoom is ook shorttrackster.

## Records

### Persoonlijke records[10]
| Afstand    | Tijd    | Datum            | Baan       |
| ---------- | ------- | ---------------- | ---------- |
| 333 meter  | 45.5    | 26 maart 1983    | Leeuwarden |
| 500 meter  | 51.74   | 18 januari 1982  | Liedekerke |
| 1000 meter | 1:45.69 | 26 februari 1989 | Bormio     |
| 1500 meter | 2:39.70 | 18 januari 1992  | Liedekerke |
| 3000 meter | 5:43.97 | 26 februari 1989 | Bormio     |